# Dylewo Nowe
Dylewo Nowe – część wsi Dylewo położona w województwie mazowieckim, w powiecie ostrołęckim, w gminie Kadzidło. 
Tworzy odrębne sołectwo gminy Kadzidło. Obejmuje południową część wsi, leżąc przy drodze krajowej nr 53. 
W przeszłości Dylewo Nowe i Stare istniały jako odrębne wsie. Słownik geograficzny Królestwa Polskiego i innych krajów słowiańskich z 1878 r.  podaje, że Dylewo Nowe zajmowało obszar 1362 morgów, było w nim 35 domów, zamieszkiwanych przez 162 mężczyzn i 152 kobiety, będąc nieco mniejsze od Dylewa Starego.
Według Powszechnego Spisu Ludności z 1921 roku wieś zamieszkiwały 364 osoby w 57 budynkach mieszkalnych. Miejscowość należała do parafii rzymskokatolickiej w m. Kadzidło. Podlegała pod Sąd Grodzki w Myszyńcu i Okręgowy w Łomży; właściwy urząd pocztowy mieścił się w m. Kadzidło.